# Dolichotis salinicola
La mara del Chaco o conejo de los palos  (Dolichotis salinicola), es una especie relativamente grande de roedor de la familia Caviidae propia de Sudamérica. Está muy emparentada con la más conocida mara patagónica (Dolichotis patagonum).

## Hábitat
Vive en el Chaco, el monte seco espinoso y de pastizales del norte argentino Paraguay, y Bolivia. Hacen una cueva para dormir.

## Dieta
Se alimenta de pastos y otros vegetales. Comen todo lo que sea vegetal.

## Estructura social
Vive en pequeños grupos de cuatro animales.
No son animales agresivos por lo tanto se pueden llevar pacíficamente con otros animales.

## Taxonomía
Son de la familia Caviidae, que incluye al carpincho, a los conejillos de Indias; y cerradamente emparentado con los otros miembros del género Dolichotis, la mara patagónica. Las maras son el segundo roedor más grande del mundo, después del carpincho. Aunque la mara parece un conejo, el conejo no es realmente un roedor, y no están emparentados como se podría pensar.